# Cape Flinders
Cape Flinders är en udde i Kanada.   Den ligger i territoriet Nunavut, i den centrala delen av landet, 3 200 km nordväst om huvudstaden Ottawa.
Terrängen inåt land är platt. Havet är nära Cape Flinders åt sydväst. Trakten är glest befolkad. Det finns inga samhällen i närheten. 
Trakten runt Cape Flinders består i huvudsak av gräsmarker.